# Hintergasse (Rapperswil)

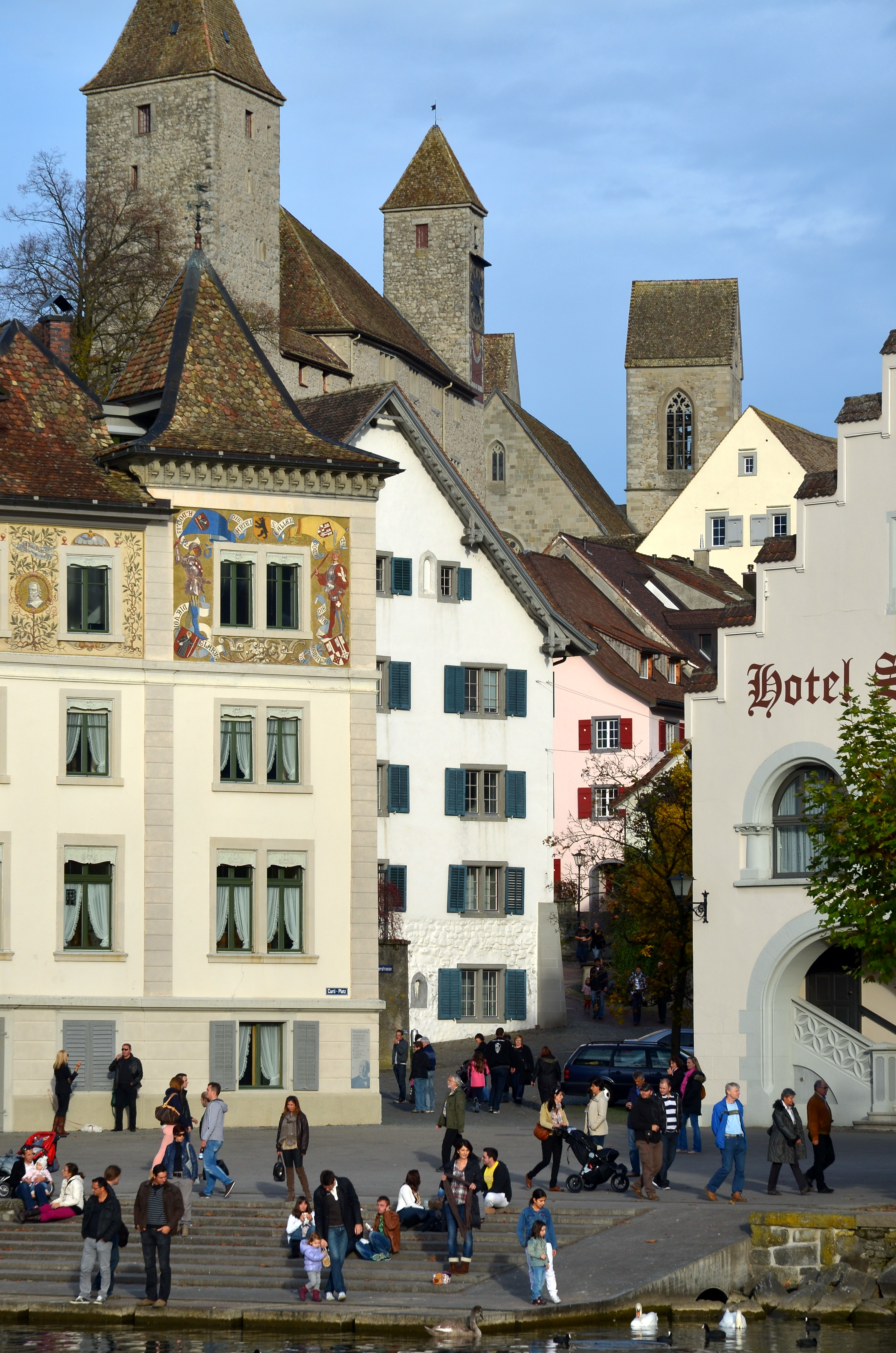
Die Burggasse in Rapperswil, im Vordergrund das Curti-Haus und das Haus Schlossberg, im Hintergrund die Türme von Schloss und Schloss

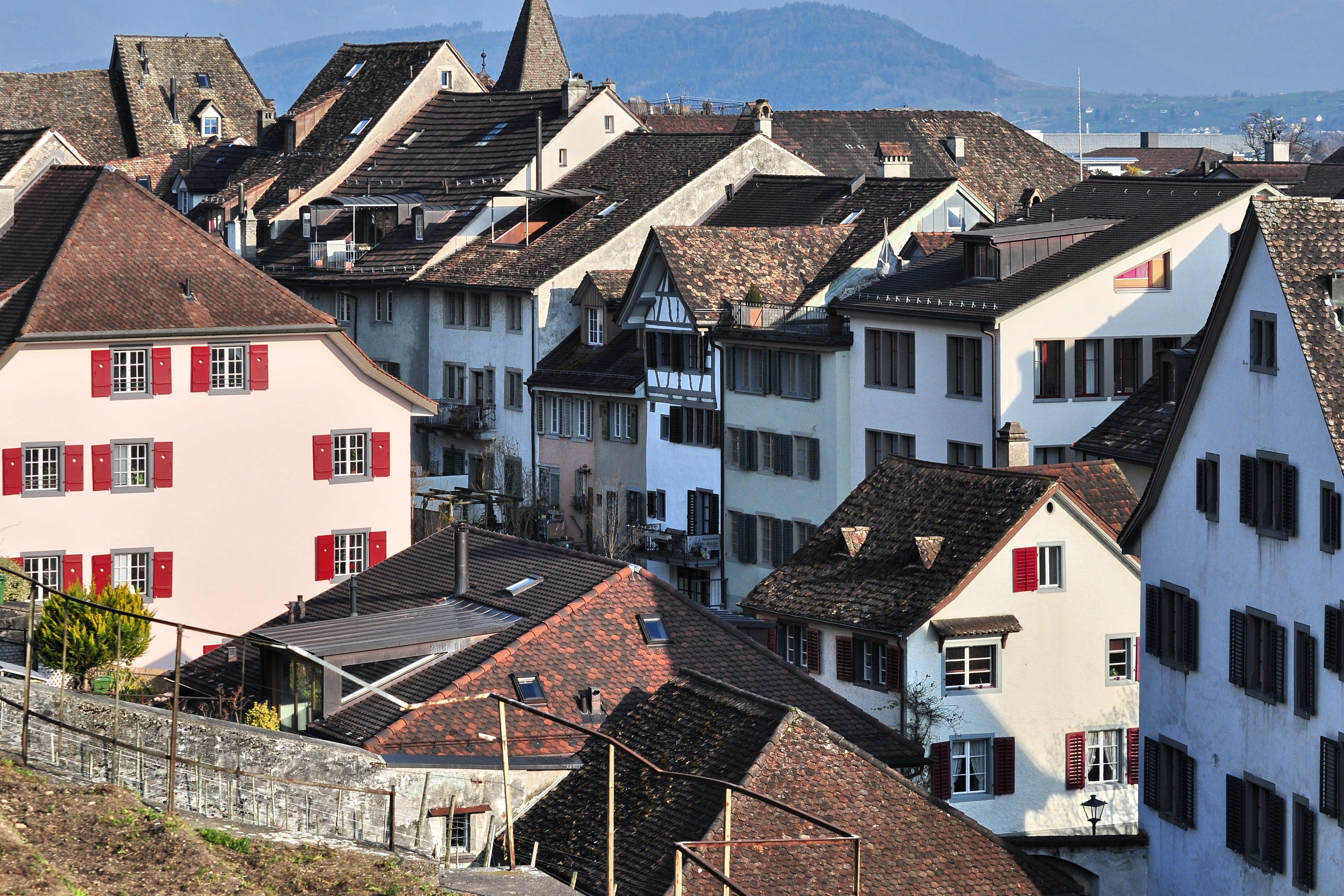
Ansicht vom Lindenhof

Die Hintergasse ist eine Strasse im Herzen der Altstadt von Rapperswil, einem Ortsteil Schweizer Gemeinde Rapperswil-Jona im Kanton St. Gallen.

## Lage
Die Hintergasse grenzt im Norden an die Vorgängersiedlung Endingen der zu Beginn des 13. Jahrhunderts gegründeten Stadt Rapperswil, wird im Norden vom Schlossberg genannten südlichen Teil des Lindenhofs flankiert und liegt zwischen dem Hauptplatz im Osten und dem Curti-Haus im Westen.

## Geschichte
Den vermutlich ältesten Kern der Altstadt von Rapperswil bilden die Gebäude an der Hintergasse, der einstigen Burggasse mit den Wohnsitzen der Dienstleute der Grafen von Rapperswil, darunter dem Haus Schlossberg und Bleulerhaus aus dem 13. Jahrhundert. Sie dürfte bereits mit der ersten Stadtbefestigung in der frühen ersten Hälfte des 13. Jahrhunderts entstanden sein und entwickelte sich zu einer bevorzugten Wohnlage in der Altstadt. In der heutigen Hintergasse finden sich überdurchschnittlich viele der privaten Rosengärten in Rapperswil.

## Trivia
Szenen der Dokumentation Die Schweizer im spätmittelalterlichen Zürich, in denen Hans Waldmann, dem späteren Bürgermeister von Zürich, von Zürcher Adligen der Constaffel der Zutritt verwehrt wird, wurden im Mai 2012 in der Hintergasse gedreht. «In Zürich haben wir keine Gasse gefunden, die noch dem Bild des 15. Jahrhunderts entspricht», erklärte ein Vertreter der Produktionsfirma. An den Dreharbeiten wirkten nebst den Darstellern und Darstellerinnen und dem Produktionsteam rund 40 Statisten aus der Region mit. Die Dreharbeiten wurden auf SRF 1 in der Sendung Reporter aus der Sicht zweier Statisten dokumentiert.